# سماء الليل

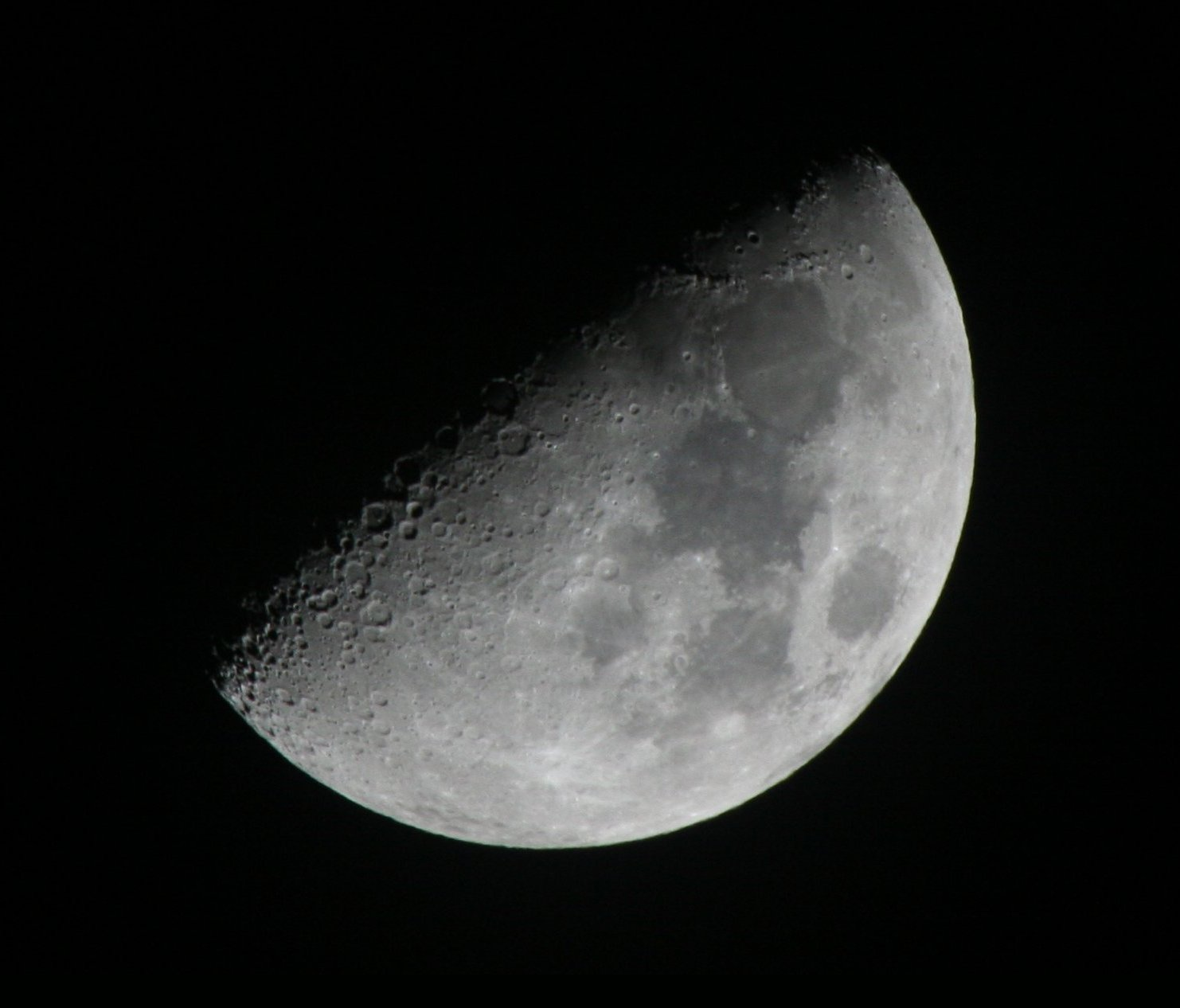
القمر هو أكثر جسم مضيء في سماء الليل.

سماء الليل هو مصطلح في علم الفلك يشير إلى وصف السماء أثناء الليل فيما يخص الأجرام الفلكية مثل القمر والنجوم والكواكب التي تظهر مضيئة بعد غروب الشمس.
من المصادر الطبيعية للنور في سماء الليل كل من ضوء القمر والتوهج الليلي وذلك حسب الزمان والمكان. تتميز المناطق القطبية الشماليية والجنوبية بوجود ظواهر بصرية إضافية في سماء الليل مثل الشفق القطبي.
يؤثر التلوث الضوئي سلباً على مدى رؤية الأجرام السماوية في سماء الليل. لذلك تبنى المراصد الفلكية في أماكن نائية بعيدة عن العمران السكني.

## اقرأ أيضاً
- جرم سماوي
- توهج ليلي